# Xantippa
Xantippa (grekiska Ξανθίππη Xanthippē), 400-talet f.Kr., var namnet på Sokrates hustru. Det är också ett uttryck för en grälsjuk och argsint kvinna, ursprungligen syftande på henne.
Det finns många historier om Xantippa men inte mycket som kan betraktas som fakta. Det nämns ofta att hon hade en skarp tunga och att hon var den enda som kunde stänga munnen på Sokrates (och den enda som någonsin besegrade honom i en diskussion). Xenofon skildrar henne som en stridslysten och ondsint kvinna med ett dåligt temperament.
I en anekdot kommer Sokrates hem till Xantippa, som skäller ut honom innan han har kommit in genom dörren och avslutar med ett hälla innehållet i ett nattkärl över honom. Sokrates konstaterar därefter lugnt: "Efter åska kommer regn".
Då Sokrates i Xenofons dialog Symposion blir tillfrågad varför han gifte sig med Xantippa, svarar han att han är som den man som vill bli ridexpert och därför väljer en temperamentsfull häst.

## Eftermäle
Nedslagskratern Xantippe på planeten Venus och asteroiden 156 Xanthippe är uppkallad efter henne.